# Sven Rahmberg
Sven Rahmberg, född 4 februari 1916 i Danderyds församling i Stockholms län, död 27 augusti 2000 i Eriksfälts församling i Skåne län, var en svensk civilingenjör.

## Biografi
Rahmberg avlade studentexamen vid Malmö högre allmänna läroverk 1934 och civilingenjörexamen på Avdelningen för skeppsbyggnadskonst vid Tekniska högskolan i Stockholm 1941. Samma år anställdes han vid Kockums Mekaniska Verkstads AB i Malmö, där han kom att stanna i fyrtio år. År 1955 blev han avdelningschef, 1961 chef för marinritkontoren och 1964 överingenjör. Slutligen var han chef för affärsområdet Marina fartyg och undervattensteknik 1977–1981. Sven Rahmberg ägnade sig åt konstruktion av jagare och motortorpedbåtar, men främst ubåtar. Under hans långa bana vid Kockums varv försköts tyngdpunkten i arbetet mot sammanhållning av fartygs- och ubåtsprojekt för svenska marinen och allt fler utländska. Två jagare för Colombia och fem ubåtar för Australien byggdes efter svenska ritningar. Ett 20-tal av de svenska ubåtarna (Hajen-, Draken-, Sjöormen- och Näckentyperna samt URF) bar i mycket Sven Rahmbergs signatur.
Sven Rahmberg invaldes 1965 som korresponderande ledamot av Kungliga Örlogsmannasällskapet och 1979 som ledamot av Kungliga Krigsvetenskapsakademien. Han var verksam i Föreningen Sveriges Sjöfart och Sjöförsvar och fick tilldelades dess guldmedalj 1983. Han initierade tillsammans med professor Curt Falkemo inrättandet av en professur i undervattensteknik vid Chalmers tekniska högskola i Göteborg. Han skrev många sjökrigshistoriska artiklar till Tidskrift i sjöväsendet och tidskriften  Sveriges flotta.
Sven Rahmberg är gravsatt på Limhamns kyrkogård i Malmö.